# محاصره چینگ‌دائو
محاصره چینگ‌دائو (انگلیسی: Siege of Tsingtao) حمله به «بندر تسینگتائو» (نام آلمانی بندر) آلمان (اکنون چینگ‌دائو) در چین در طول جنگ جهانی اول توسط امپراتوری ژاپن و پادشاهی متحد بریتانیای کبیر و ایرلند بود.